# Prywatne życie Sherlocka Holmesa
Prywatne życie Sherlocka Holmesa (ang. The Private Life of Sherlock Holmes) – brytyjska komedia kryminalna z 1970 roku w reżyserii Billy’ego Wildera.

## Obsada
- Robert Stephens – Sherlock Holmes
- Colin Blakely – doktor Watson
- Geneviève Page – Gabrielle Valladon
- Christopher Lee – Mycroft Holmes
- Tamara Toumanova – madame Pietrowa
- Clive Revill – Rogożyn
- Irene Handl – pani Hudson
- Mollie Maureen – królowa Wiktoria

## Fabuła
Sherlock Holmes zaczyna czuć się znudzony bezmyślnością przestępców. A jak wiadomo, umysł Holmesa gnuśnieje. To trwa do chwili, gdy Holmesa spotyka dziwne zdarzenie. Przy uratowanej od utonięcia w Tamizie Belgijce Gabrieli Valladon, zostaje znaleziona zaadresowana do Sherlocka karteczka z prośbą o odnalezienie męża niedoszłej ofiary, inżyniera. Prowadzone przez Holmesa i Watsona śledztwo kieruje ich do zamku w Loch Ness, gdzie dzieją się dziwne rzeczy. Holmes natychmiast łączy to z potworem z jeziora. W końcu Holmes zostaje wezwany do zamku, gdzie znajduje odpowiedzi na pytania.